# Danuta
A Danuta ismeretlen eredetű lengyel női név. Egyik változat szerint a litván „danutie” szóból, vagy a délszláv Dana, Danka, Danica, Danna névből, ami isten adta jelentésű, más magyarázat szerint a latin donata szóból származik.[forrás?]

## Gyakorisága
Az 1990-es években szórványos név, a 2000-es években nem szerepel a 100 leggyakoribb női név között.

## Névnapok
- július 21.[2]

## Híres Danuták, Dannák, Dankák
- Kozák Danuta világbajnoki, Európa-bajnoki és ötszörös olimpiai aranyérmes kajakozó
- Danuta Hübner lengyel közgazdász, politikus, az Európai Bizottság regionális politikáért felelős biztosa
- Danuta Lato, lengyel modell, színésznő és énekesnő
- Danuta Szaflarska, lengyel színházi és filmszínésznő